# Argoulets (métro de Toulouse)
Pour l’article homonyme, voir Les Argoulets.
Argoulets est une station de la ligne A du métro de Toulouse, située dans le quartier des Argoulets, au nord-est de la ville de Toulouse.

## Situation sur le réseau

Plan du métro de Toulouse

Établie en souterrain, la station Argoulets est située sur ligne A du métro de Toulouse, entre la station Roseraie, en direction du terminus sud-ouest Basso Cambo, et la station Balma – Gramont, terminus nord-est de la ligne.

## Histoire
La ligne A a ouvert en 1993, alors que la station, elle, a ouvert ses portes le 20 décembre 2003, à la suite de la prolongation de la ligne (dont les travaux ont débuté en 2001) entre la station Jolimont et le terminus actuel, Balma-Gramont.
En 2016, la station enregistra 1 529 475 validations, ce qui en fait la 13e station sur 18 la plus fréquentée de la ligne A, devant Bellefontaine et derrière Bagatelle.
La station a connu des travaux entre 2017 et 2019, dans le cadre du projet de doublement de la longueur des rames de la ligne A du métro toulousain, passant de 26 à 52 mètres. Ces travaux se sont résumés à l'aménagement des quais déjà existants, ceux-ci n'étant pas encore exploités.

## Services aux voyageurs

### Accès et accueil
La station est accessible depuis un grand bâtiment, situé à la fin de la rue de Gaillac, dans le quartier des Argoulets, à côté du complexe sportif Alex-Jany. Elle est équipée de guichets automatiques, permettant l'achat des titres de transports, et aussi de quais latéraux à douze portes, lui permettant de recevoir des rames de 52 m à quatre voitures.

Installations de la station
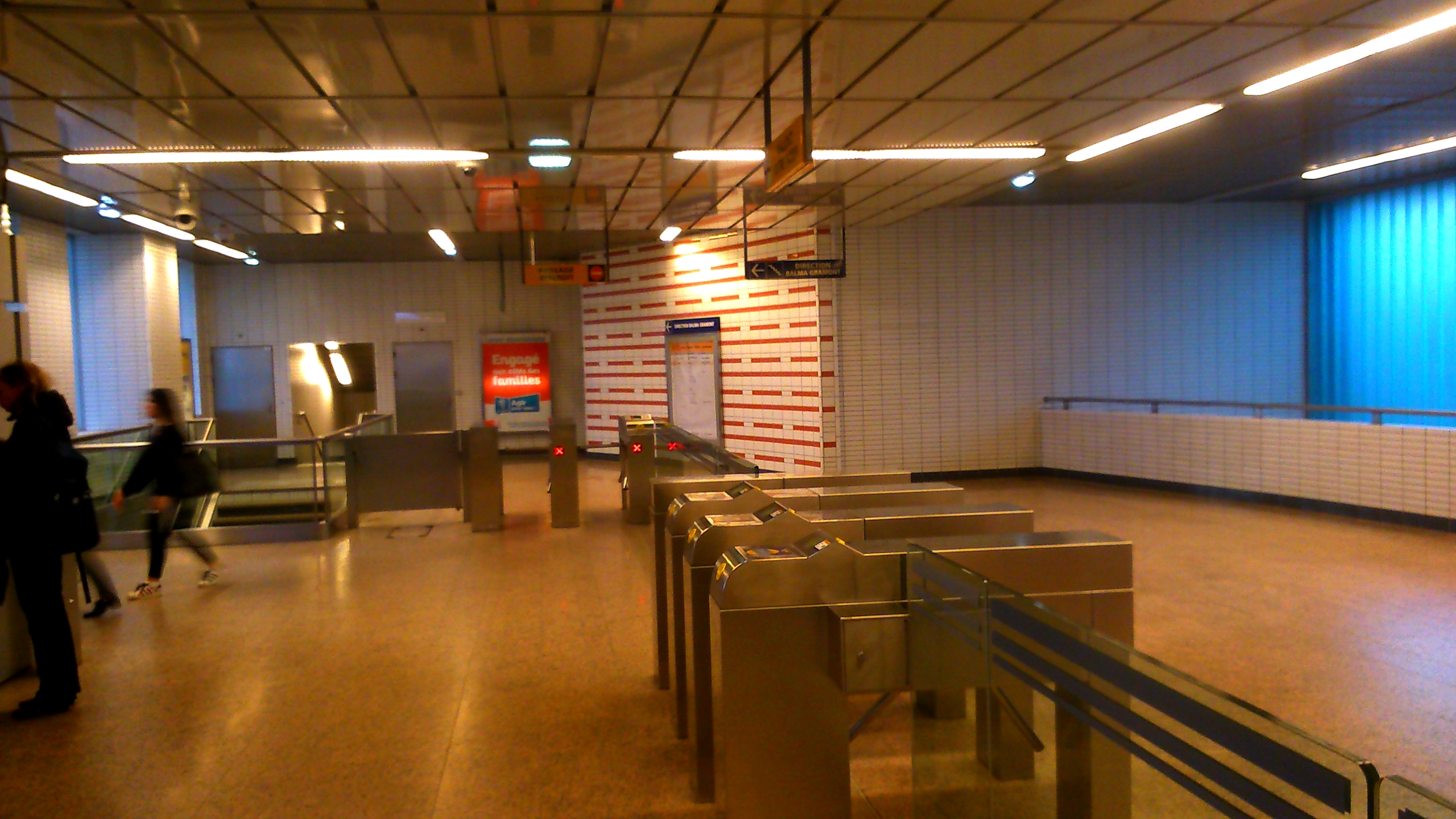
Entrée.
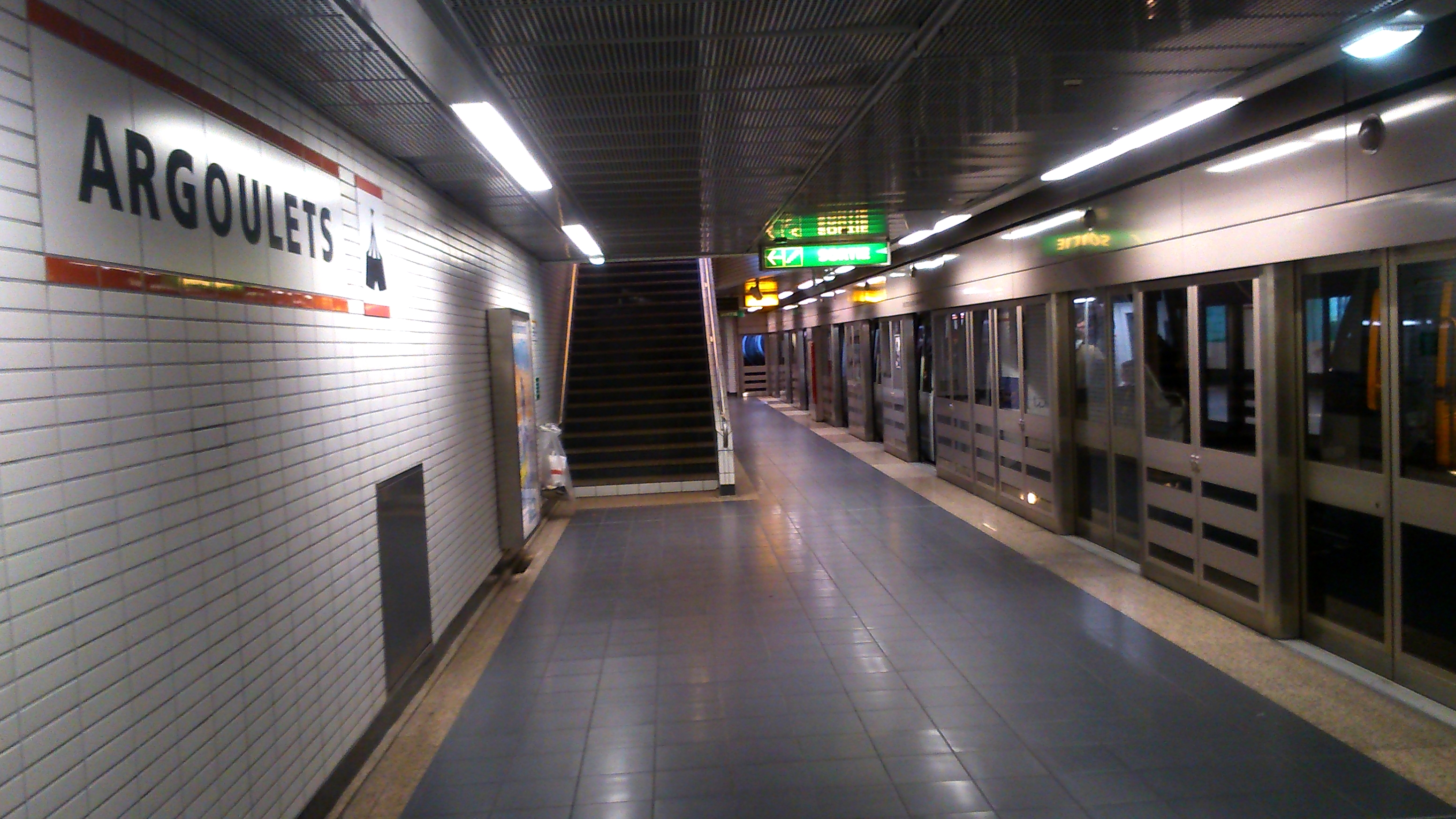
Un quai.

### Desserte
Comme sur le reste du métro toulousain, le premier départ des terminus (Balma-Gramont et Basso-Cambo) est à 5h15, le dernier départ est à 0h du dimanche au jeudi et à 3h le vendredi et samedi.

### Intermodalité
La station est desservie par les lignes 33, 43 et 76 du réseau Tisséo, et par la ligne 760 du réseau liO. Elle dispose également : d'un parc et d'un parking à vélos ; d'un parc relais, pouvant accueillir 1 050 véhicules.

## L'art dans la station

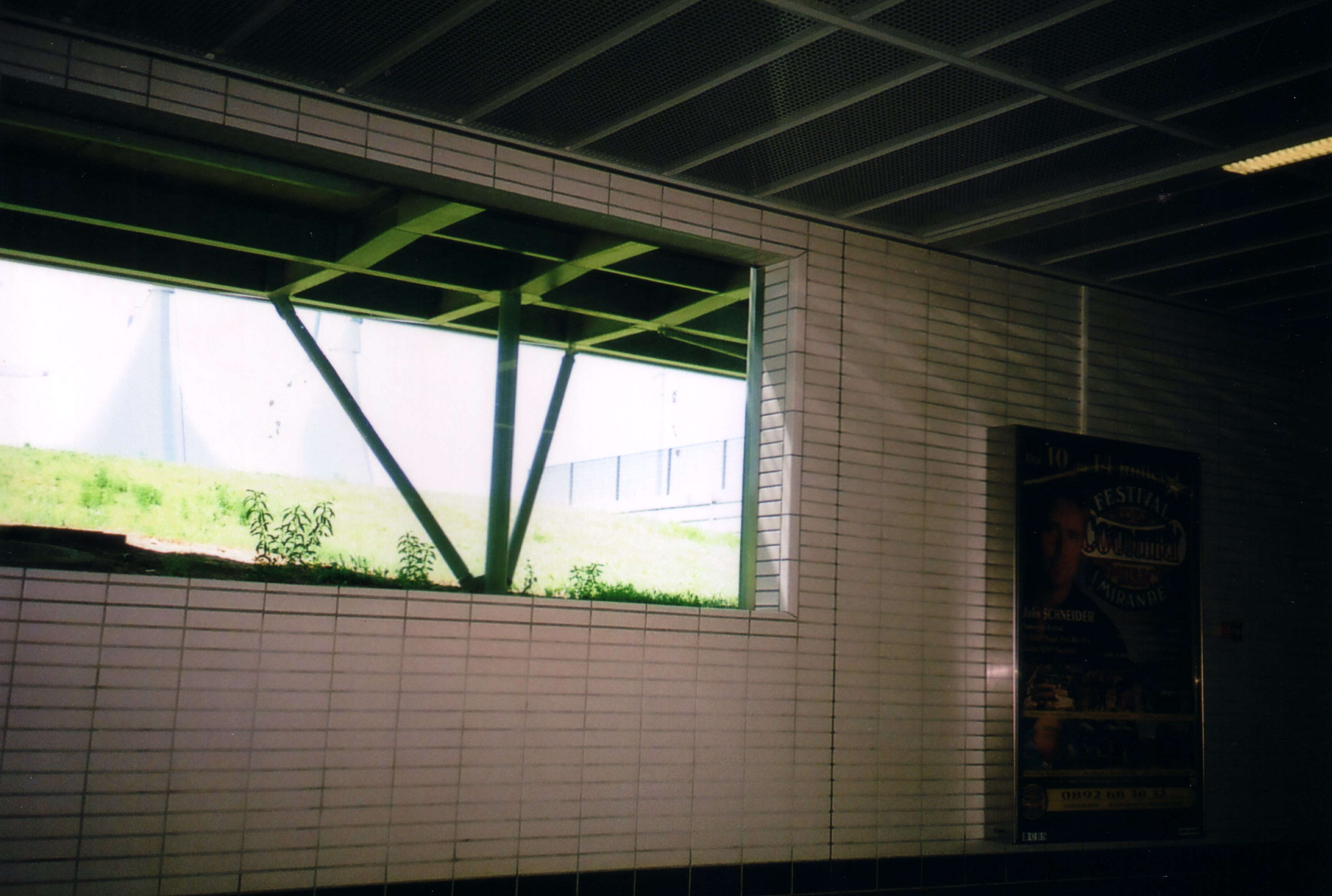
Fenêtre sur le quai direction Balma-Gramont

Comme chaque station du métro de Toulouse, Argoulets dispose d'une œuvre d'art. C'est une installation de Jacques Vieille intitulée Future Garden, qui prend la forme, d'un jardin à arrosage automatique, suspendu à cinq grands mâts métalliques, installé à côté du bâtiment d'accès,,.

## Le pictogramme
Ce pictogramme permet aux handicapés cognitifs, visuels et aux étrangers de pouvoir se repérer même sans savoir lire ou comprendre ce qui est écrit.

## À proximité
- Complexe Sportif Alex-Jany
- Station VélôToulouse no 215 (Métro-Argoulets)
- Zone verte des Argoulets